# Puente Genil
Puente Genil – gmina w Hiszpanii, w prowincji Kordoba, w Andaluzji, o powierzchni 171,05 km². W 2011 roku gmina liczyła 30 385 mieszkańców.
W miejscowości jest stacja kolejowa Puente Genil.